# Diego M. Rosa

Wappen des Generalabtes Diego Gualtiero Rosa OSBOliv

Diego (Gualtiero) Maria Rosa OSBOliv (* 20. Februar 1953 in Borgo Poncarale (BS), Italien) ist ein italienischer römisch-katholischer Ordenspriester und Abt von Monte Oliveto Maggiore.

## Leben
Diego Rosa trat nach dem Abitur als Postulant in die Olivetanerabtei Monte Oliveto Maggiore ein und legte am 13. August 1972 seine zeitliche und am 8. September 1976 die ewige Profess ab. Am 22. Juni 1980 empfing er die Priesterweihe. Rosa wurde am 22. Januar 2000 zum Abt des Klosters Santa Maria del Pilastrello in Lendinara gewählt. Die Benediktion empfing er am 13. Februar 2000. Als Nachfolger von Michelangelo Riccardo Maria Tiribilli wurde er am 21. Oktober 2010 zum Abt von Monte Oliveto Maggiore gewählt. Die päpstliche Bestätigung als Territorialabt erfolgte am 16. Oktober. Sein Wahlspruch Sub tuum praesidium („Unter deinen Schutz“) entstammt den Anfangsworten der marianischen Antiphon Sub tuum praesidium. 
Mit seiner Wahl zum Abt des Klosters Monte Oliveto Maggiore wurde Pater Rosa zugleich Generalabt der Olivetaner, also Vorsteher der internationalen „Kongregation von Monte Oliveto“ innerhalb der Benediktinischen Konföderation.
Nachdem er bereits 2016 im Amt bestätigt worden war, bestätigte Papst Franziskus am 20. Dezember 2022 seine erneute Wahl zum Abt von Monte Oliveto Maggiore.
In der Italienischen Bischofskonferenz gehört Rosa der Liturgiekommission an.